# Csákány
Csákány is een plaats (község) en gemeente in het Hongaarse comitaat Somogy. Csákány telt 287 inwoners (2001).